# Paectes canofusa
Paectes canofusa är en fjärilsart som beskrevs av George Francis Hampson 1898. Paectes canofusa ingår i släktet Paectes och familjen nattflyn. Inga underarter finns listade i Catalogue of Life.